# Kostas Mawridis
Konstandinos "Kostas" Mawridis (gr. Κώστας Μαυρίδης, ur. 7 lipca 1962 w Lefkas) – piłkarz grecki grający na pozycji obrońcy. W swojej karierze rozegrał 30 meczów w reprezentacji Grecji i strzelił w niej 1 gola.

## Kariera klubowa
Karierę piłkarską Mawridis rozpoczynał w klubie Athinaikos AS. W 1981 roku awansował do kadry pierwszej drużyny i w sezonie 1981/1982 zadebiutował w jego barwach w drugiej lidze greckiej. W zespole Athinaikosu grał przez sezon.
W 1982 roku Mawridis przeszedł z Athinaikosu do innego ateńskiego zespołu, Panathinaikosu. Swoje pierwsze sukcesy z Panathinaikosem osiągnął w sezonie 1983/1984, gdy wywalczył mistrzostwo Grecji oraz zdobył Puchar Grecji. Wraz z Panathinaikosem jeszcze czterokrotnie był mistrzem kraju w latach 1986, 1990, 1991 i 1995 oraz siedmiokrotnie sięgał po krajowy puchar w latach 1986, 1988, 1989, 1991, 1993, 1994 i 1995. Trzykrotnie zdobył też Superpuchar Grecji (1988, 1993, 1994). W Panathinaikosie Mawridis spędził 13 sezonów, w trakcie których rozegrał 294 ligowe mecze i strzelił 26 goli.
W 1995 roku Mawridis odszedł z Panathinakosu do Apollonu Smyrnis z Aten. Grał w nim przez sezon i w 1996 roku zakończył karierę piłkarską.
| Sezon   | Klub             | Kraj   | Rozgrywki     | Mecze | Bramki |
| ------- | ---------------- | ------ | ------------- | ----- | ------ |
| 1981/82 | Athinaikos AS    | Grecja | Beta Ethniki  | ?     | ?      |
| 1982/83 | Panathinaikos AO | Grecja | Alpha Ethniki | 28    | 12     |
| 1983/84 | Panathinaikos AO | Grecja | Alpha Ethniki | 10    | 3      |
| 1984/85 | Panathinaikos AO | Grecja | Alpha Ethniki | 29    | 8      |
| 1985/86 | Panathinaikos AO | Grecja | Alpha Ethniki | 28    | 2      |
| 1986/87 | Panathinaikos AO | Grecja | Alpha Ethniki | 22    | 0      |
| 1987/88 | Panathinaikos AO | Grecja | Alpha Ethniki | 27    | 1      |
| 1988/89 | Panathinaikos AO | Grecja | Alpha Ethniki | 30    | 3      |
| 1989/90 | Panathinaikos AO | Grecja | Alpha Ethniki | 16    | 0      |
| 1990/91 | Panathinaikos AO | Grecja | Alpha Ethniki | 18    | 2      |
| 1991/92 | Panathinaikos AO | Grecja | Alpha Ethniki | 32    | 3      |
| 1992/93 | Panathinaikos AO | Grecja | Alpha Ethniki | 34    | 2      |
| 1993/94 | Panathinaikos AO | Grecja | Alpha Ethniki | 20    | 2      |
| 1994/95 | Panathinaikos AO | Grecja | Alpha Ethniki | ?     | ?      |
| 1995/96 | Apollon Smyrnis  | Grecja | Alpha Ethniki | 11    | 1      |

## Kariera reprezentacyjna
W reprezentacji Grecji Mawridis zadebiutował 16 października 1985 roku w przegranym 0:2 towarzyskim meczu z Bułgarią. W swojej karierze grał w eliminacjach do MŚ 1986, Euro 88 i MŚ 1990. Od 1985 do 1989 roku rozegrał w kadrze narodowej 30 meczów i strzelił w nich 1 gola.